# Stressomètre
 (juin 2024).
Si vous disposez d'ouvrages ou d'articles de référence ou si vous connaissez des sites web de qualité traitant du thème abordé ici, merci de compléter l'article en donnant les références utiles à sa vérifiabilité et en les liant à la section « Notes et références ».
Le stressomètre est un instrument électronique de mesure du tremblement nerveux.

## Historique
Dès les années 1930, le tremblement nerveux du corps humain (en particulier au niveau des mains) a été considéré comme un indicateur de la santé nerveuse par le Pr Hans Selye, physiologiste canadien qui utilisa le premier le mot stress en santé humaine.
Jusqu'à récemment toutefois, il n'existait pas d'instrument de mesure accessible au public et aux professionnels de la santé permettant la mesure de ce tremblement.
La nicotine (pour les fumeurs), la caféine (pour les consommateurs de café), l'adrénaline (le stress quotidien...) contribuent à une augmentation du niveau de tremblement des extrémités.
Le stressomètre Comby est ainsi le premier système permettant de quantifier le tremblement humain.
La mesure se fait en 20 secondes en appuyant sur un bouton. Le résultat s'affiche ensuite et permet de se référer à l'échelle standard de tremblement nerveux au repos (TNR).
Certains médicaments (bêta-bloquants, tranquillisants), peuvent diminuer ou au contraire (neuroleptiques) peuvent augmenter le tremblement.
Le Stressomètre est utilisé par le public dans le cadre de la médecine préventive (amélioration de son mode de vie et exercices anti-stress), pour la gestion du stress professionnel (entreprises, sports de compétition) et par des médecins pour le suivi de l'état nerveux des patients en fonction des traitements prescrits.